# Ich, Chiara und der Finstere
Ich, Chiara und der Finstere (Originaltitel: Io, Chiara e lo scuro) ist eine italienische Filmkomödie von Maurizio Ponzi aus dem Jahre 1982.

## Handlung
Der junge Hotelportier Francesco, der Toskaner,  ist ein sehr guter Billardspieler, der aber nie gewinnt sobald er um Geld spielt. Er wird von dem langjährigen italienischen Champion Scuro zu einer Partie herausgefordert, die er nicht ausschlagen kann. Dabei verliert er eine große Menge Geld. Wenig später trifft Francesco Nachts Chiara, eine Saxophonspielerin. Die beiden verlieben sich ineinander. Um das verlorene Geld an Scuro zu zahlen, stiehlt er das Geld aus dem Hotelsafe seines Arbeitgebers. Seine einzige Chance, die Schulden zu begleichen, ist die italienische Meisterschaft zu gewinnen. Chiara ermutigt ihn, an der Meisterschaft teilzunehmen.

## Kritik
„Spielerfilm um Leidenschaften und Abhängigkeiten, der in der Handlung an Haie der Großstadt (1961) erinnert“, bemerkt das Lexikon des internationalen Films. Die italienische Kritik lobte vor allem die Darstellung der Hauptrolle durch Francesco Nuti.

## Auszeichnung
Francesco Nuti gewann den Nastro d’Argento als Bester Hauptdarsteller.

## Bemerkungen
Allein in Italien spielte der Film über 2,6 Milliarden Lire ein. Wegen des großen Erfolgs wurde eine Fortsetzung unter dem Titel Casablanca, Casablanca (1985) produziert. Auch hier spielen Francesco Nuti und Giuliana de Sio die Hauptrollen.
Ich, Chiara und der Finstere wurde auf DVD und VHS in italienischer Sprache veröffentlicht. 
Lediglich auf VHS wird eine Version vertrieben, die mit englischen Untertiteln versehen ist. In einer deutschen Fassung ist der Film nicht erhältlich, obwohl er synchronisiert im deutschen Fernsehen – unter dem Titel Die Revanche in den 80er Jahren – ausgestrahlt wurde.
Im Film wird die Variante des Kegelbillard gespielt. 
Der weibliche Vorname Chiara steht im Italienischen für hell und lo scuro bedeutet der Finstere.